# 吾平山上陵
吾平山上陵（あひらのやまの えのみささぎ / あいらのやまの えのみささぎ / あいらさんりょう/あいらさんじょうりょう）は、鹿児島県鹿屋市吾平町上名にある皇族陵。宮内庁により天津日高彦波瀲武鸕鷀草葺不合尊（ウガヤフキアエズ）の陵に治定されている。
可愛山陵・高屋山上陵と合わせて「神代三陵（神代三山陵）」と総称される。

## 概要
720年の『日本書紀』は、初代神武天皇は、父の天津日高 彦波瀲武 鸕鷀草葺不合尊（アマツヒコ ヒコナギサタケ ウガヤフキアエズ）と母の玉依姫（タマヨリビメ）の第四子であるとし、また、父ウガヤフキアエズは、「崩二西州之宮一、因葬二日向 吾平山上陵一」（一、二は返り点）と、西州之宮で没したため日向国の吾平山上陵に埋葬されたとしている。また、『延喜式』には、「日向国吾平山上陵 彦波瀲武鸕鶿草葺不合尊在二日向国一無二陵戸一」（一、二は返り点）とあり、日向国吾平郷には平安時代には陵戸は無かった。
```
神日本磐余彥天皇
、諱 
彥火火出見
、彥波瀲武 
鸕鷀草葺不合尊
 第四子也。母曰 
玉依姬
、
海童
之少女也。天皇生 而明達、意礭如也、年十五 立爲太子。長而 娶 
日向國
 吾田邑 
吾平津媛
、爲妃、生 
手硏耳命
。- 日本書紀 神日本磐余彥天皇 神武天皇
```

```
久之 彥波瀲武 鸕鷀草葺不合尊、崩 於 西洲之宮、因 葬 日向 吾平山上陵。- 日本書紀 神代下
```

## 現在の治定

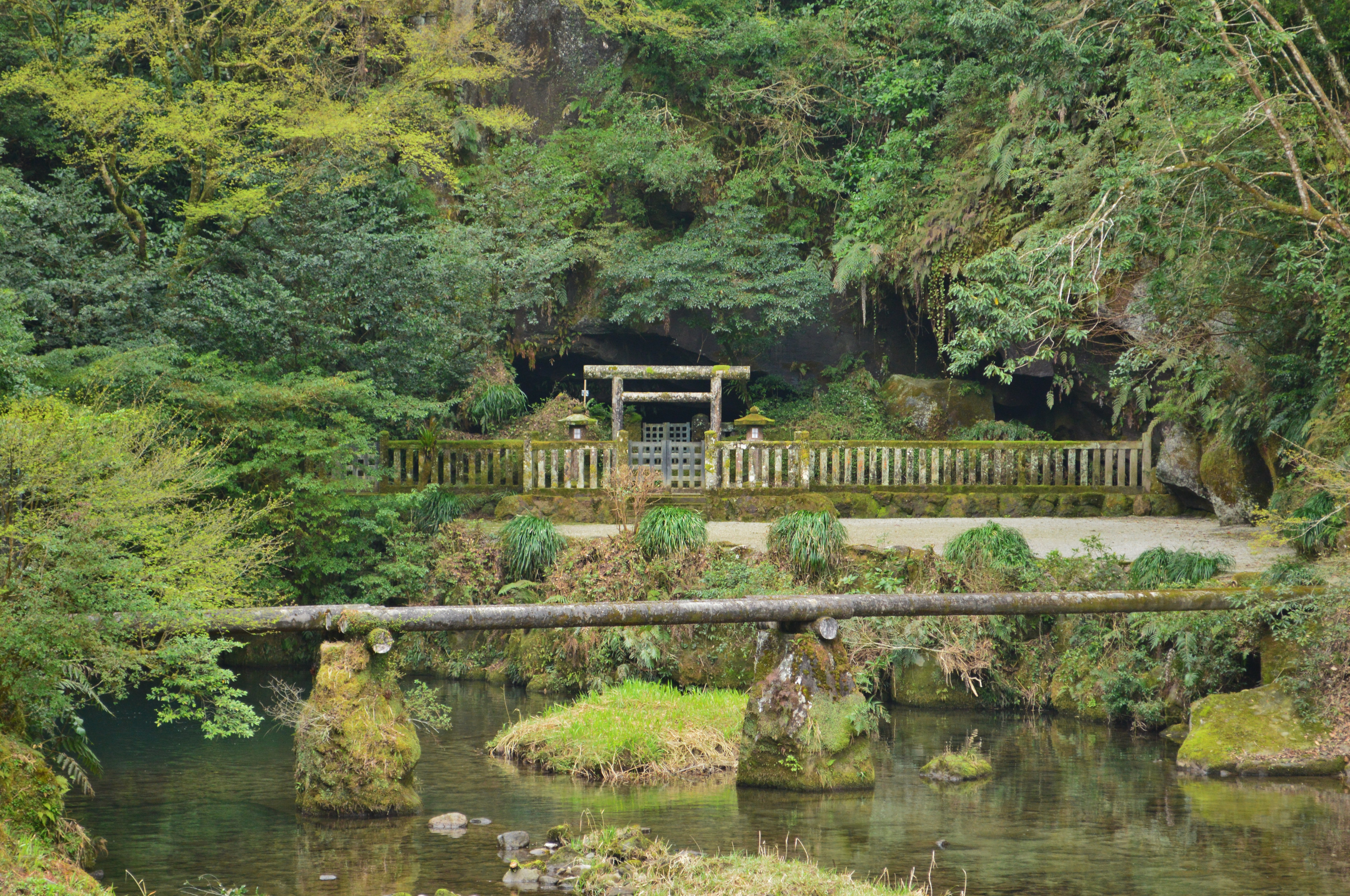
吾平山上陵 拝所（鹿児島県鹿屋市）

1874年（明治7年）7月10日、宮内省により、鹿児島県鹿屋市の吾平町上名にある皇族陵が、吾平山上陵に治定された。
「鵜戸の窟」とも呼ばれており全国でも珍しい岩屋の陵で、この窟のある山は鵜戸山と呼ばれている。洞窟の中に高さ1.3m、周囲5mと、高さ0.9m、周囲3mの底が盤石で覆われている円形の塚が二つあるとされる。
「小伊勢」ともいわれ、1935年（昭和10年）には昭和天皇が、1962年（昭和37年）には皇太子（第125代天皇上皇明仁）・皇太子妃（上皇后美智子）が参拝している。1936年（昭和11年）に建立された昭和天皇の参拝記念碑は、1938年（昭和13年）10月15日の水害（肝属地方風水害）で流出したが、1990年（平成2年）に河川整備事業の最中に発見され再び建立された。
山陵内には「鵜戸六社権現」があったが、1871年（明治4年）の災害により現在地（鹿屋市吾平総合支所｟旧吾平町役場｠の南隣）に遷座し、名称も鵜戸神社に改められている。

## 比定の経緯
鹿児島県

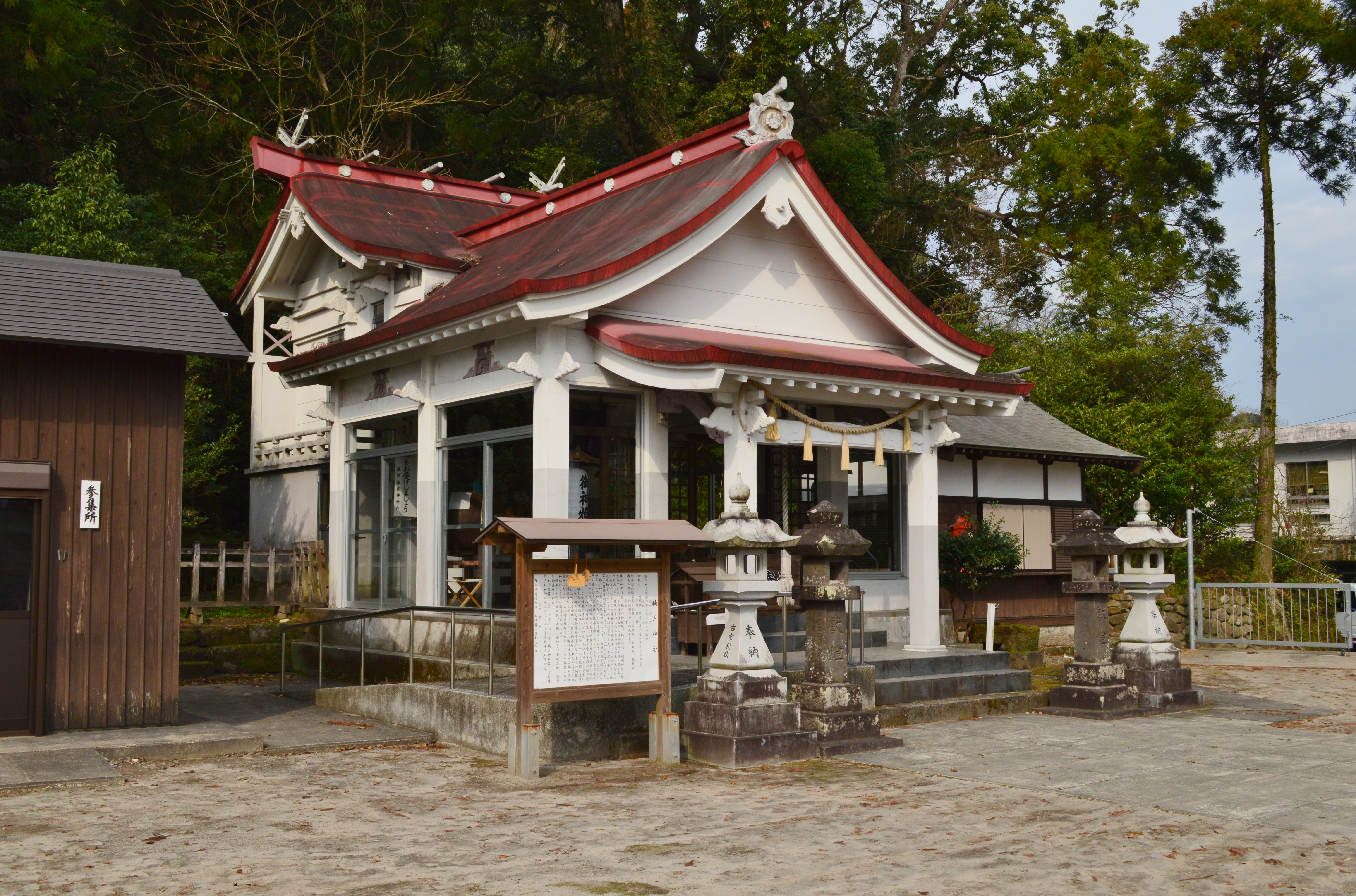
鵜戸神社（鹿屋市吾平町麓）。

吾平山上陵のある鹿屋市の「吾平町」（あいらちょう）は、かつて大隅国の姶羅郡姶良郷であったところ、薩摩藩支配のあと1889年（明治22年）から1947年（昭和22年）までは肝属郡姶良村（あいらむら）であった。なお、鹿児島湾北西部の姶良郡や1955年発足の姶良町は、廃仏毀釈前の米山薬師があった場所であり、上名（かんみょう）の字もあるが、別の土地である。
1871年（明治4年）、御陵内の「鵜戸六所権現」が、「吾平町 麓」に遷座され、鵜戸神社となった。祭神はウガヤフキアエズを含む6柱である。
1872年（明治5年）には肝属郡高山郷宮下村（鹿屋市肝付町）の六所権現が桜迫神社と改称されているが、当時の高山町の説明によれば、ウガヤフキアエズが没した西州の宮であるとされている。
1874年（明治7年）7月10日、明治政府は肝属郡姶良郷上名村（かんみょうむら）に治定を見た。
宮内庁により、ウガヤフキアエズとその妻玉依姫命の御陵に治定されており、円形の塚の大きな方が前者の陵、小さな方が後者の陵であるといわれている。
宮崎県

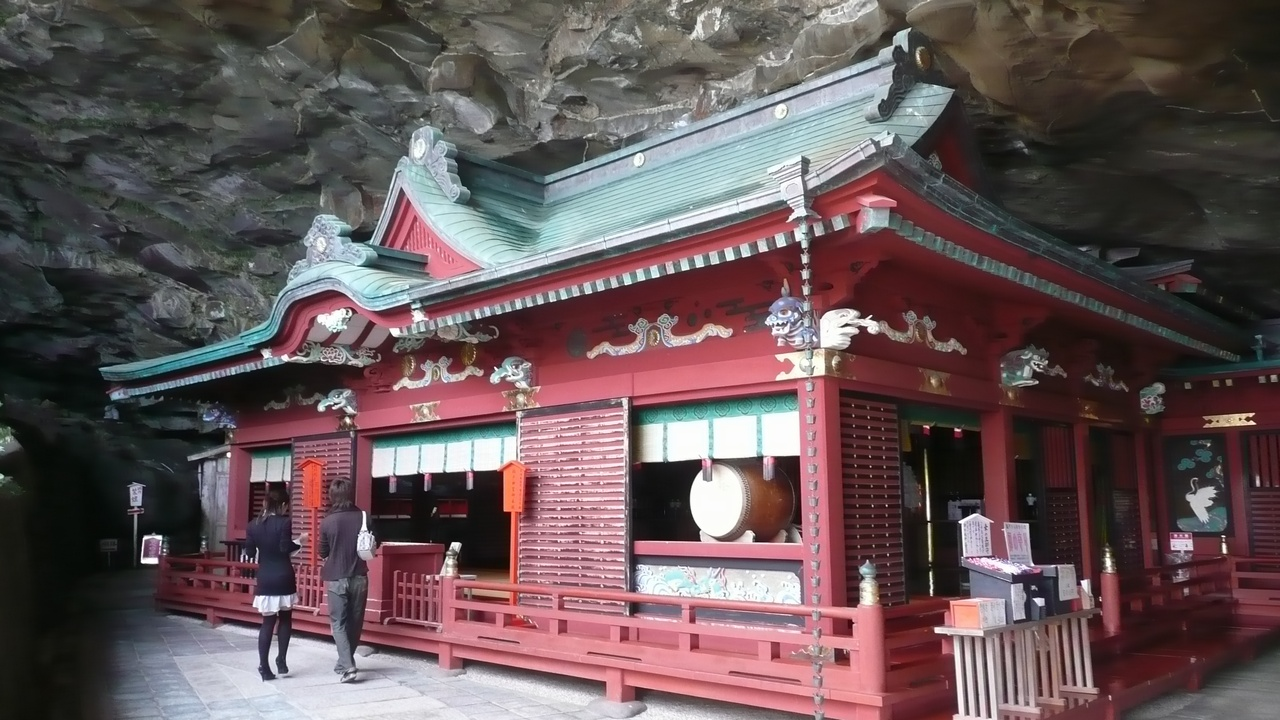
鵜戸神宮。

宮崎県日南市にはウガヤフキアエズの生誕地とされる鵜戸神宮があり、その子である神武天皇は、皇后が日向国吾田邑の吾平津媛であり、ウガヤフキアエズの陵墓は宮崎県にあるとする反論が生じた。そのため明治政府は1896年（明治29年）、鵜戸神宮の背後の山上を「御陵墓伝説地吾平山上陵」と定めており、現在は「鵜戸陵墓参考地」となっている。